# Емілія Кларк
Емілія Ізобель Єфімія Роуз Кларк (англ. Emilia Isobel Euphemia Rose Clarke; нар. 23 жовтня 1986, Лондон, Англія, Велика Британія) — британська театральна, телевізійна та кіноакторка. Найвідоміша за роллю Данерис Таргарієн в телесеріалі «Гра престолів», за яку вона чотири рази номінована на прайм-тайм премію «Еммі» (2013, 2015, 2016, 2019); лауреатка премій «Сатурн», «Британнія», «Грейсі» та інших.
Дебютувала на Бродвеї у спектаклі «Сніданок у Тіффані», у ролі Голлідей Ґолайтлі.

## Біографія
Народилася 23 жовтня 1986 року в Лондоні, дитинство провела в Оксфордширі. Батько працював звукорежисером в театрі, мати займалася бізнесом. Отримала театральну освіту у Лондонському драматичному центрі (англ. Drama Centre London), який закінчила у 2009 році.
Під час навчання зіграла в кількох спектаклях Центру: драмах «Awake and Sing, The Hot L Baltimore, Wild Honey» (букв. «Дикий мед») — ранньої адаптації п'єси Антона Чехова «Безбатченко», трагедії «Гамлет», «Емілія Галотті», комедіях «Пігмаліон», Сон літньої ночі, «Ревізор», а також у п'єсі «Sense» (букв. «Відчуття») найстарішого некомерційного театру Лос-Анджелеса англ. Company of Angels, в 2009 році.
У тому ж році знялася в телерекламі британської телефонної та інтернет-служби психологічної підтримки Самаритяни («Samaritans»).
У 2010 році Кларк була затверджена на роль Данерис Таргарієн у телесеріалі HBO «Гра престолів», після відмови від участі в проєкті Тамзін Мерчант, яка планувалася на цю роль раніше. За роботу у цій ролі була удостоєна премії EWwy Award 2011 року журналу Entertainment Weekly в категорії «Найкраща драматична акторка другого плану» («Best Supporting Actress in a Drama»).

## Емілія Кларк та Україна
У лютому 2022 року акторка відреагувала на російське вторгнення в Україну. У своєму Instagram Кларк опублікувала фото із собакою Тед, а також з командою попереднього проєкту. Усі були одягнені у футболки в кольорах українського прапора. Під фото вона заявила про свою підтримку України та запропонувала кілька способів, як допомогти українцям.

«Моє серце розривається разом із багатьма іншими через тривалі страждання, біль і розбиті серця, які мільйони переживають в Україні.»

## Фільмографія

### Фільми
| Рік  |    | Українська назва            | Оригінальна назва       | Роль                     |
| ---- | -- | --------------------------- | ----------------------- | ------------------------ |
| 2009 | кф |                             | Drop the Dog            | Джулі                    |
| 2012 | кф | Скований                    | Shackled                | Малу                     |
| 2012 | ф  | Спайк Айленд                | Spike Island            | Саллі                    |
| 2013 | ф  | Дом Гемінґвей               | Dom Hemingway           | Евелін                   |
| 2015 | ф  | Термінатор: Генезис         | Terminator Genisys      | Сара Коннор              |
| 2016 | ф  | До зустрічі з тобою         | Me Before You           | Луїза Кларк              |
| 2017 | ф  | Голос із каменю             | Voice from the Stone    | Верена                   |
| 2018 | ф  | Соло. Зоряні Війни. Історія | Solo: A Star Wars Story | Кі'Ра                    |
| 2019 | ф  | Поза підозрою               | Above Suspicion         | Сюзан Сміт               |
| 2019 | ф  | Щасливого Різдва            | Last Christmas          | Кейт                     |
| 2020 | ф  |                             | Murder Manual           | Малу (розділ «Shackled») |
| 2022 | мф | Дивовижний Моріс            | The Amazing Maurice     | Маліція (озвучення)      |
| 2023 | ф  | Репродукція майбутнього     | The Pod Generation      | Рейчел                   |
| 2025 | мф |                             | The Twits               |                          |

### Телебачення
| Рік       |    | Українська назва                  | Оригінальна назва   | Роль                                                    |
| --------- | -- | --------------------------------- | ------------------- | ------------------------------------------------------- |
| 2009      | с  | Лікарі                            | Doctors             | Саскія Маєр (Епізод «Empty Nest»)                       |
| 2010      | тф | Атака з Тріасового періоду        | Triassic Attack     | Саванна                                                 |
| 2011—2019 | с  | Гра престолів                     | Game of Thrones     | Дейнеріс Таргарієн (62 епізоди)                         |
| 2013      | мс | Футурама                          | Futurama            | Маріанна (озвучення, Епізод «Stench and Stenchibility») |
| 2016      | мс | Робоцип                           | Robot Chicken       | Бріджит (озвучення, Епізод «Joel Hurwitz Returns»)      |
| 2017      | мс |                                   | Animals             | Лампі (озвучення, Епізод «Rats»)                        |
| 2018      | мс |                                   | Thunderbirds Are Go | Дойл (озвучення, Епізод «Rigged for Disaster»)          |
| 2019      | с  | Суботнього вечора в прямому ефірі | Saturday Night Live | гість (Епізод: "Kit Harington / Sara Bareilles")        |
| 2023      | с  | Таємне вторгнення                 | Secret Invasion     | Ґая (6 епізодів)                                        |

### Відеоігри
| Рік  |    | Українська назва | Оригінальна назва                        | Роль                           |
| ---- | -- | ---------------- | ---------------------------------------- | ------------------------------ |
| 2014 | вг |                  | Game of Thrones: A Telltale Games Series | Дейнеріс Таргарієн (озвучення) |

## Нагороди та номінації
| Нагорода                       | Рік  | Категорія                                                            | Робота              | Результат |
| ------------------------------ | ---- | -------------------------------------------------------------------- | ------------------- | --------- |
| Британнія                      | 2018 | Британський артист року                                              | Н/Д                 | Перемога  |
| Еммі                           | 2013 | Найкраща жіноча роль другого плану драматичного телесеріалу          | Гра престолів       | Номінація |
| Еммі                           | 2015 | Найкраща жіноча роль другого плану драматичного телесеріалу          | Гра престолів       | Номінація |
| Еммі                           | 2016 | Найкраща жіноча роль другого плану драматичного телесеріалу          | Гра престолів       | Номінація |
| Еммі                           | 2019 | Найкраща жіноча роль драматичного телесеріалу                        | Гра престолів       | Номінація |
| Премія Гільдії кіноакторів США | 2012 | Найкращий акторський склад у драматичному серіалі                    | Гра престолів       | Номінація |
| Премія Гільдії кіноакторів США | 2014 | Найкращий акторський склад у драматичному серіалі                    | Гра престолів       | Номінація |
| Премія Гільдії кіноакторів США | 2015 | Найкращий акторський склад у драматичному серіалі                    | Гра престолів       | Номінація |
| Премія Гільдії кіноакторів США | 2016 | Найкращий акторський склад у драматичному серіалі                    | Гра престолів       | Номінація |
| Премія Гільдії кіноакторів США | 2017 | Найкращий акторський склад у драматичному серіалі                    | Гра престолів       | Номінація |
| Премія Гільдії кіноакторів США | 2018 | Найкращий акторський склад у драматичному серіалі                    | Гра престолів       | Номінація |
| Премія Гільдії кіноакторів США | 2020 | Найкращий акторський склад у драматичному серіалі                    | Гра престолів       | Номінація |
| Вибір телевізійних критиків    | 2013 | Найкраща акторка другого плану драматичного серіалу                  | Гра престолів       | Номінація |
| Вибір телевізійних критиків    | 2016 | Найкраща акторка другого плану драматичного серіалу                  | Гра престолів       | Номінація |
| Вибір телевізійних критиків    | 2018 | Найкраща акторка другого плану драматичного серіалу                  | Гра престолів       | Номінація |
| Супутник                       | 2014 | Найкраща акторка другого плану в серіалі, мінісеріалі або телефільмі | Гра престолів       | Номінація |
| MTV Movie & TV Awards          | 2017 | Найкращий актор або акторка в серіалі                                | Гра престолів       | Номінація |
| MTV Movie & TV Awards          | 2017 | Сльозливий момент                                                    | До зустрічі з тобою | Номінація |
| MTV Movie & TV Awards          | 2018 | Найкращий герой                                                      | Гра престолів       | Номінація |
| MTV Movie & TV Awards          | 2019 | Найкращий актор або акторка в серіалі                                | Гра престолів       | Номінація |
| Сатурн                         | 2015 | Найкраща телеакторка другого плану                                   | Гра престолів       | Номінація |
| Сатурн                         | 2019 | Найкраща телеакторка                                                 | Гра престолів       | Перемога  |